# Pronophaea natalica
Pronophaea natalica är en spindelart som beskrevs av Eugène Simon 1897.
Pronophaea natalica ingår i släktet Pronophaea och familjen flinkspindlar. Inga underarter finns listade i Catalogue of Life.